# Lauchheim
Lauchheim là một thị trấn thuộc huyện Ostalbkreis, bang Baden-Württemberg, Đức. Nơi đây nằm bên bờ sông Jagst, cách Aalen 12 km về phía đông bắc.